# (19521) Хаос
(19521) Ха́ос (от греч. Χάος, ранее 1998 WH24) — крупный транснептуновый объект в поясе Койпера.
Хаос был открыт в 1998 году в рамках проекта «Глубокий обзор эклиптики», в обсерватории Китт Пик на 4-метровом телескопе. Относится к классу кьюбивано, не вступает в орбитальный резонанс ни с одной планетой. Его диаметр при магнитуде 5,0 и альбедо 0,05 составит 612 км.
Назван в честь Хаоса из древнегреческой мифологии, из которого появились первые боги.

Сравнение размеров Луны и нескольких крупных ТНО, включая Хаос